# Вольноотпущенник
Вольноотпу́щенники (либерти́ны, лат. libertini) — в Древней Греции и Древнем Риме, Византии, а также в западноевропейских государствах периода раннего феодализма — отпущенные на свободу или выкупившиеся рабы. Этот термин также использовался в США для обозначения рабов, освобождённых после принятия тринадцатой поправки к Конституции.
Вольноотпущенные — крепостные крестьяне, получившие волю при крепостном праве.

## Типы
В разных странах степень свободы отпускаемых на волю рабов была различна:
- у германских племён и в «варварских» королевствах обычным типом освобождения являлся отпуск рабов при сохранении их личной зависимости от прежнего господина.
- в Древней Греции при освобождении рабы не получали прав гражданства, они становились метеками под патронатом бывшего господина.
- в Древнем Риме, где институт вольноотпущенничества получил наибольшее распространение, рабы, отпущенные с соблюдением законных формальностей, получали родовое имя бывшего господина и становились римскими гражданами (либо латинскими), но без права отправлять магистратуры и служить в армии. Но рабы, во время нахождения в рабстве совершавшие преступления или подвергавшиеся позорящим наказаниям, по закону Элия Сенция от 4 года переводились в дедитиции, что исключало всякую возможность получения ими римского гражданства. Раб, выкупившийся на свободу, обязан был проявлять к патрону «почтительность», завещать ему часть (1/3—1/2) своего имущества и т. п. Раб, освобождённый «по милости господина», должен был, кроме того, часть времени работать на патрона или выплачивать ему долю своего заработка. Эксплуатация вольноотпущенников была нередко выгоднее эксплуатации рабов, и число вольноотпущенников всё возрастало (особенно в позднюю эпоху — в Византии). Иногда вольноотпущенникам давались участок земли, мастерская, лавка, долю дохода с которых он вносил патрону. Часто вольноотпущенники были доверенными агентами своих патронов. Они составляли особое сословие, которое, однако не было однородно. Некоторые вольноотпущенники были очень богаты. Из их числа вербовались члены жреческой коллегии севиров-августалов, обслуживавшие императорский культ. Большинство же вольноотпущенников сливалось с низшими слоями римского общества — свободной беднотой, мелкими ремесленниками, колонами.
- особую роль в Древнем Риме играли императорские вольноотпущенники, составлявшие низший и отчасти средний персонал бюрократического аппарата империи и пользовавшиеся иногда огромным влиянием (Светоний перечисляет всех вольноотпущенников Клавдия, фактически правивших от его имени; называет он и влиятельных лиц при других императорах из числа вольноотпущенников).

Обогатившиеся вольноотпущенники высмеивались Петронием в его «Сатириконе», где выведен гротескный образ Трималхиона, устраивавшего роскошные пиры и ссужавшего деньгами свободнорождённых римлян, в том числе своего бывшего хозяина. В то же время некоторые либертины прославились в качестве деятелей культуры, так, знаменитый поэт I века до н. э. Гораций родился в семье вольноотпущенника; выходцем из этого сословия являлся его младший современник известный писатель Гигин. Вольноотпущенником был Публилий Сир (Публий Сир) (лат. Publilius или Publius Syrus) — римский мимический поэт эпохи Цезаря и Августа, младший современник и соперник Лаберия. Философ-стоик Эпиктет (50-138) в юности был в Риме рабом императорского вольноотпущенника Эпафродита, а в зрелом возрасте сам сделался либертином.

## Определение римскими юристами статуса вольноотпущенников
Отпущенников существует три рода, ибо они или из числа римских граждан, или латинов, или дедитициев; их мы рассмотрим в отдельности и сначала дедитициев. Законом Элия Сенция предусмотрено, чтобы те рабы, которые в наказание были закованы господами и на которых наложены клейма или которые за вину были подвергнуты следствию под пыткой и в той вине были уличены, а также те, которые [в наказание] были отданы [в цирк], чтобы сражаться с зверями, участвовать в играх, или были заключены в темницу, а затем были отпущены на волю тем же или другим господином, став свободными, находились в том же положении, что перегрины-дедитиции. Перегринами-дедитициями именуются те, кто некогда, взявшись за оружие, сражались против римского народа и затем, будучи побежденными, сдались. Эти опозоренные рабы, каким бы образом и в каком бы возрасте они ни были отпущены, даже если они принадлежали полноправным господам, никогда не становятся римскими гражданами или латинами, но мы знаем, что они попадают в число дедитициев.

Если же раб не опозорен таким образом, мы говорим, что, будучи отпущен, он делается или римским гражданином или латином. Тот, в отношении кого сходятся три [условия], чтобы он был старше 30 лет, принадлежал господину по квиритскому праву и был отпущен законным, выполненным по всем правилам актом освобождения, то есть виндиктой, по цензу или по завещанию, становится римским гражданином. Если какое-нибудь из этих [условий] отсутствует, он становится латином.— Гай (II в. н. э.), знаменитый римский юрист